# ذخیره انرژی خانگی
ذخیرساز انرژی خانگی (به انگلیسی: Home energy storage) دستگاه‌هایی هستند که انرژی برق شهری را برای استفاده‌های بعدی ذخیره می‌کند. اغلب جنس آن از لیتیوم-یون و وی آر ال ای است.